# Gröden-Formation

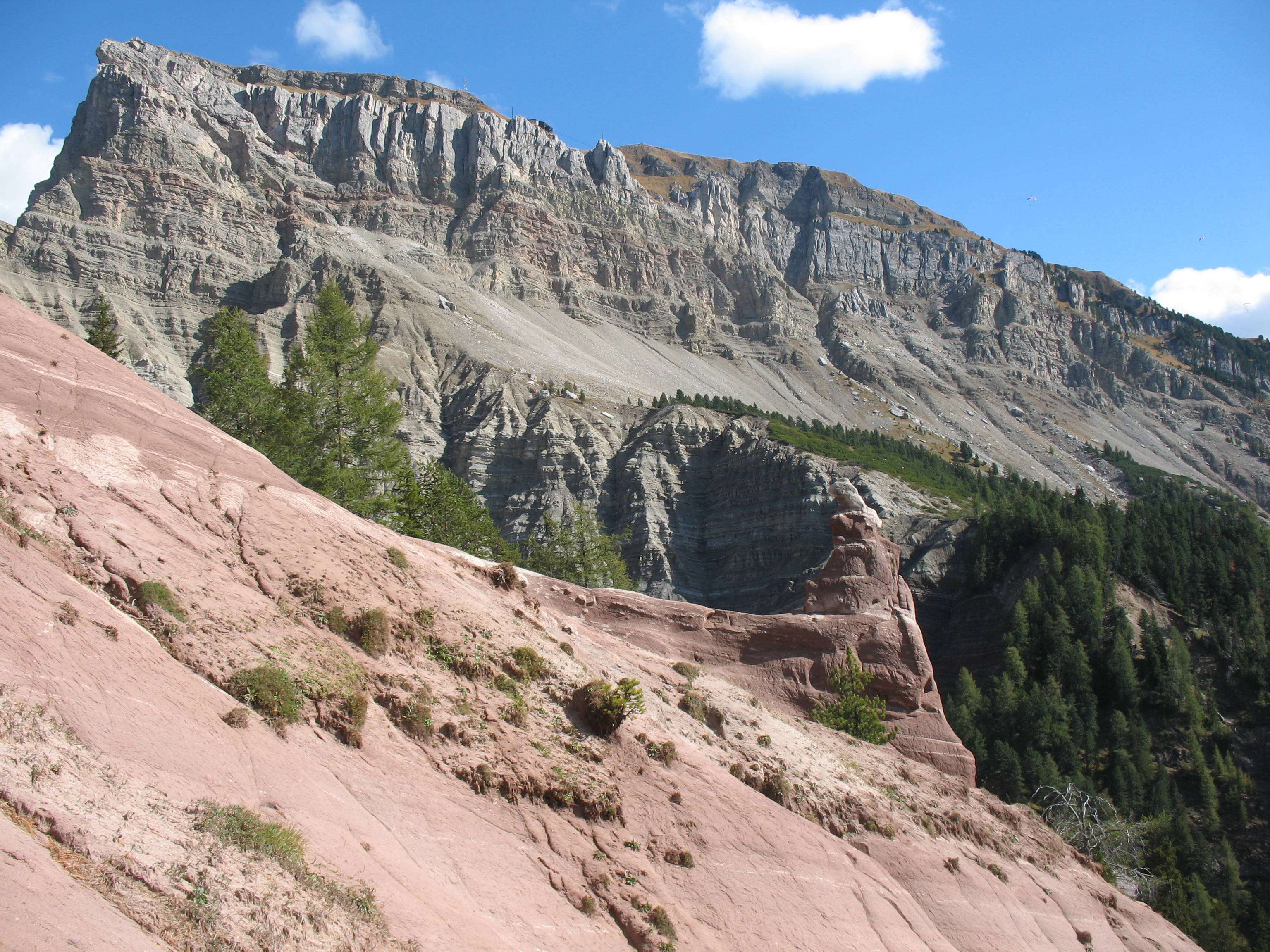
Gröden-Formation im Seceda-Gebiet in St. Ulrich in Gröden

Die Gröden-Formation ist eine rot- bis graufarbene  lithostratigraphische Formation des oberen Perm, die sowohl in den Südalpen als auch in den Ostalpen ansteht. Über dem Paläorelief der Etschtaler Vulkanit-Gruppe leitet sie den zweiten tektono-sedimentären Zyklus in den Südalpen ein.  Die vorwiegend kontinentalen Sedimente wurden in einem intramontanen Becken abgelagert, das in eine Meeresbucht öffnete. Eine von Osten nach Westen fortschreitende Überflutung durch die Tethys bewirkte außerdem die Verzahnung mit einer flachmarinen Fazies. Das damalige Paläoklima war warm und semiarid.

## Bezeichnung
Die Gröden-Formation, auch Grödner Sandstein oder Grödner Schichten (italienisch Arenaria di Val Gardena), ist nach dem Gröden-Tal in Südtirol benannt. Die Formation ist in den Südalpen und Ostalpen unterschiedlich ausgeprägt. Daher gibt es auch keine einheitliche, länderübergreifende Definition und mehrere Typlokalitäten, sowie verschiedene synonyme Bezeichnungen. Gemeinsam ist, dass es sich um oberpermische, vorwiegend klastische Sedimente mit überwiegend rötlicher Farbe handelt, die vor allem auf dem Festland entstanden sind. Die Bezeichnung Grödner Sandstein stammt von dem deutschen Geographen und Geologen Ferdinand von Richthofen, der die Formation bereits im Jahr 1860 beschrieben hat.

## Italien

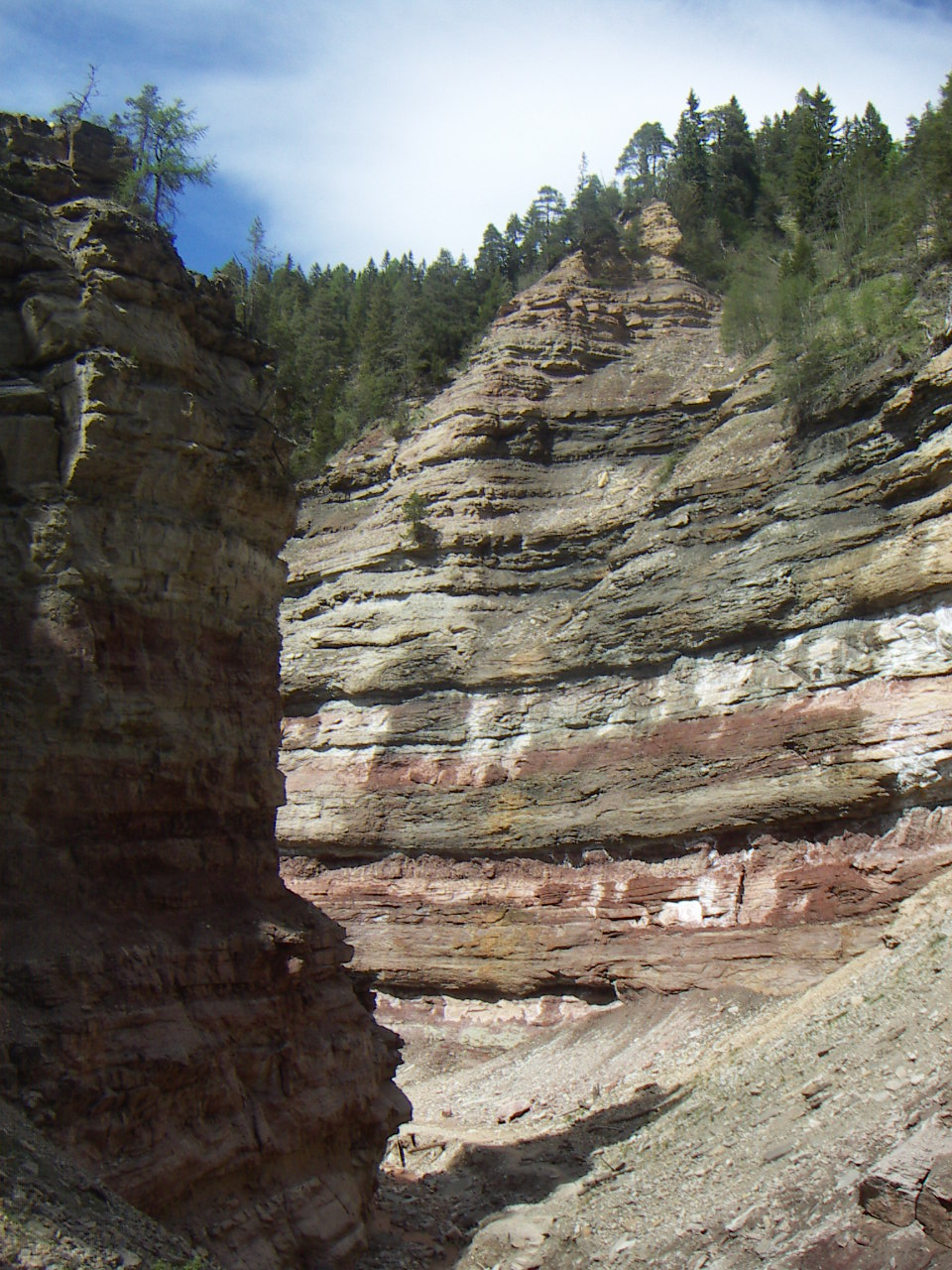
Die Bletterbachschlucht, ein Fossilfundpunkt der Gröden-Formation. Die resistente Cephalopodenbank befindet sich in Wandmitte oberhalb der Violettfärbung.

In den Südalpen zieht ein oberpermischer terrigen entstandener Gesteinskörper relativ konstant von der Lombardei bis zu den Karawanken. In der Lombardei werden diese Schichten, die in einem getrennten Bereich abgelagert wurden, aber als Verrucano Lombardo von der Gröden-Formation abgetrennt.
Die Gröden-Formation wird vor allem in den westlichen Dolomiten durch eine Schichtlücke von der stratigraphisch tieferen vulkanisch-sedimentären Abfolge der Etschtaler Vulkanit-Gruppe getrennt. Weiters wird sie unterlagert vom variszischen metamorphen Gesteinen wie dem Brixener Phyllit – beispielsweise im Pustertal, im Val Sugana oder im zentralen und östlichen Teil der Dolomiten. In den Karnischen Alpen folgt sie permisch-karbonischen Sedimenten. Überlagert wird die Gröden-Formation von der evaporitisch-karbonatischen Bellerophon-Formation, mit der sie sich auch verzahnt und die sie westlich des Etschtals komplett ersetzt. Dort wird die Gröden-Formation direkt von der Werfen-Formation abgelöst. Die Mächtigkeit der Gröden-Formation schwankt auf italienischem Staatsgebiet zwischen null und 600 Metern.
Lithologisch handelt es sich zum Großteil um Sandsteine und Pelite mit rötlicher oder auch grauer Farbe. Im Liegenden kommen häufig Konglomeratlagen vor, die in der Vergangenheit auch eigene Bezeichnungen erhalten haben, wie Sextener Konglomerat, Grödner Konglomerat oder Tarviser Brekzie. Im Übergang zu den Bellerophonschichten können auch verschiedenfarbige Mergel und gelegentlich Karbonate auftreten. Im Sandstein, der kreuzgeschichtet oder parallel geschichtet sein kann, kommen häufig Strömungsrippel vor. Die Gesteinsfragmente im Sandstein bestehen aus Vulkaniten (Ignimbrite und andesitische bis rhyolithische Laven), Plutoniten (Granitoide) und metamorphen Gesteinen niedrigen bis mittleren Metamorphosegrads. Insbesondere entstammen sie der Eschtaler Vulkanit-Gruppe, die für 27 bis 14 Millionen Jahre intensiver Erosion preisgegeben war. Mineralogisch führen die Sandsteine vor allem Quarz als Hauptkomponente, der häufigste Feldspat ist Plagioklas.

## Österreich

### Ostalpin
In Österreich wird die Gröden-Formation für den oberostalpinen Bereich im Riedgraben definiert, der im westlichen Kärnten im Drauzug nördlich von Kötschach und südwestlich von Paternion liegt. Synonyme Bezeichnungen sind Grödener Schichten, Griffener Schichten, Permoskythsandstein und Ostalpiner Verrucano. Bei den Sedimenten handelt es sich um alluviale Schuttfächer. In den Sedimenten können sich auch Vererzungen finden, die beispielsweise in den Kalkkögeln im Stubaital auch abgebaut wurden.

### Südalpin
Die Gröden-Formation des südalpinen Bereichs Österreichs (Karnische Alpen) ist an ihrer Basis als Tarviser Brekzie ausgebildet und wird durch eine Schichtlücke von der Trogkofel-Formation (Trogkofel-Gruppe), beziehungsweise auch vom Treßdorfer Kalk und der Goggau-Formation getrennt. Überlagert wird sie von der Bellerophon-Formation.

## Fazies
Die an der italienischen Typlokalität 210 Meter mächtige Gröden-Formation wird vorwiegend von kontinentalen siliziklastischen Sedimenten aufgebaut, welche faziell das proximale und distale Ablagerungsmilieu einer alluvialen Schwemmebene widerspiegeln. Ihre durch Hämatitpigmente bedingte Rotfärbung des Liegenden geht zum Hangenden hin immer mehr in Grautöne des Redukionsmilieus über. Eine Auswertung der Paläo-Strömungen zeigt, dass die Sedimente in Flussläufen von Hochgebieten im Norden und Westen aus geschüttet wurden.
Das fluviatile Regime war schnellen und erratischen Wechseln im Strömungsaufkommen ausgesetzt. Gleichzeitig verringerte sich flussabwärts die Strombreite und hiermit auch die durchschnittliche Durchflussmenge. Am Ende der Schwemmebene spalteten sich die Hauptströme in ein verästeltes Netzwerk unzähliger Seitenarme auf, die in die Tonebene einer Küstensabcha überleiteten.
Im Einzelnen variieren die angetroffenen Fazies von Schwemmkegel-, Zopfstrom- und Mäanderablagerungen hin zu Sandkörpern am Schwemmkegelende. Abgelagert wurden aber auch Sabchasedimente des Küstenbereichs. Die gebildeten Sandsteine können als feldspatreiche Litharenite und lithische Arkosen angesprochen werden. Verschiedenste sedimentäre Strukturen, wie Rippelmarken, Auflastmarken, Kreuz- und Schrägschichtung, sind zu beobachten. Aufgrund dieser Strukturen deuten Conti und Kollegen (1986) die Sandsteine als typische Point-Bar-Sequenzen, d. h. als Ablagerungen von Sandbänken am Flussufer.  Ebenfalls gegenwärtig sind Trockenrisse, Abdrücke von Steinsalzwürfeln, Lagen von Caliche und Gypsisol mit assoziierten Gilgai sowie dünne Kohlenflöze. Kalk- und Gips-führende Horizonte entsprechen hierbei Paläoböden einer Salzmarsch (ehemalige kalkreiche Böden und Vertisole), die ein warmes bis heißes, subhumides bis semiarides Klima mit ausgeprägter Saisonalität anzeigen.
Gegen das Hangende wird die Gröden-Formation mehr und mehr durch marine Karbonate, Schiefertone und Evaporite der Bellerophon-Formation abgelöst, welche dem Environment von Küstensabchas, Salzlagunen und flachen Schelfbereichen entsprechen. Zu beobachten sind jetzt eine Vielzahl von Sedimentstrukturen, wie beispielsweise Schrägschichtung, typisch linsenförmig angeordnete Sandsteinkörper (Flaserschichtung), Trockenrisse (die ein gelegentliches Trockenfallen des flachen Strandbereiches anzeigen), Grab- und Wühlspuren bodenlebender Organismen, Strömungsmarken (als Anzeiger bewegten Wassers) sowie eingeschwemmte Pflanzenreste. Die schrittweise Transgression des Bellerophon-Meeres aus Osten resultierte in einem Verzahnen von Fluss- und Küstenablagerungen.

## Sequenzstratigraphie
In der Bletterbachschlucht können sequenzstratigraphisch drei Transgression/Regression-Zyklen (Tiefstand–Hochstand–Tiefstand) unterschieden werden, wobei vom ersten Zyklus nur der Transgressionsteil erhalten ist. Der vierte Zyklus leitet dann mit einer Transgression in die marine Bellerophon-Formation über. Generell kann eine Abnahme in der Korngröße und in der individuellen Mächtigkeit der einzelnen Schichtpakete, die voneinander durch Grenzflächen (englisch bounding surfaces) voneinander abgetrennt werden, zum Hangenden hin beobachtet werden. Es besteht durchaus die Möglichkeit, dass diese Zyklen zweiter Ordnung tektonisch bedingt sind.
Der 25 Meter mächtige erste Halbzyklus besteht aus Ablagerungen eines mäandrierenden Flusssystems in einer Küstenebene – kiesig sandige Tonsteine, Brekzien, Sand- und Siltsteine. Der 65 Meter mächtige zweite Zyklus ist vollständig ausgebildet und ebenfalls fluviatil. Bei 75 Meter befindet sich der Hochstand des Meeresspiegels – es kam zu einer Ingression des Meeres aus östlicher Richtung, welche die Cephalopodenbank hinterließ. Abgelagert wurden jetzt siltige Mergel in einer Meeresbucht. Der zweite Zyklus endet unter Rückkehr zu fluviatilen Sedimenten mit einem Tiefstand bei 85 Meter. Auch der 90 Meter mächtige dritte Zyklus – ebenfalls vorwiegend fluviatil – ist vollständig. Der zweite Hochstand wurde bei 150 Meter erreicht und durch den Nautiloidenhorizont A gekennzeichnet. Die Sedimente des zweiten Hochstands sind teilweise dolomitisch und bezeugen den Wechsel von einer Sabcha zu restriktiven marinen Bedingungen. Ein Tiefstand unter Rückkehr zu fluvialen Bedingungen liegt sodann bei 180 Meter. Im anschließenden vierten Zyklus stieg der Meeresspiegel erneut, so dass mit Einsetzen der Bellerophon-Formation bei knapp 200 Meter jetzt teils dolomitische Sabcha- und Lagunensedimente abgesetzt wurden.

## Fossilführung
Im Museum Gherdëina in St. Ulrich in Gröden sind zahlreiche Fossilien aus der Gröden-Formation des Seceda-Berges ausgestellt.

### Spurenfossilien

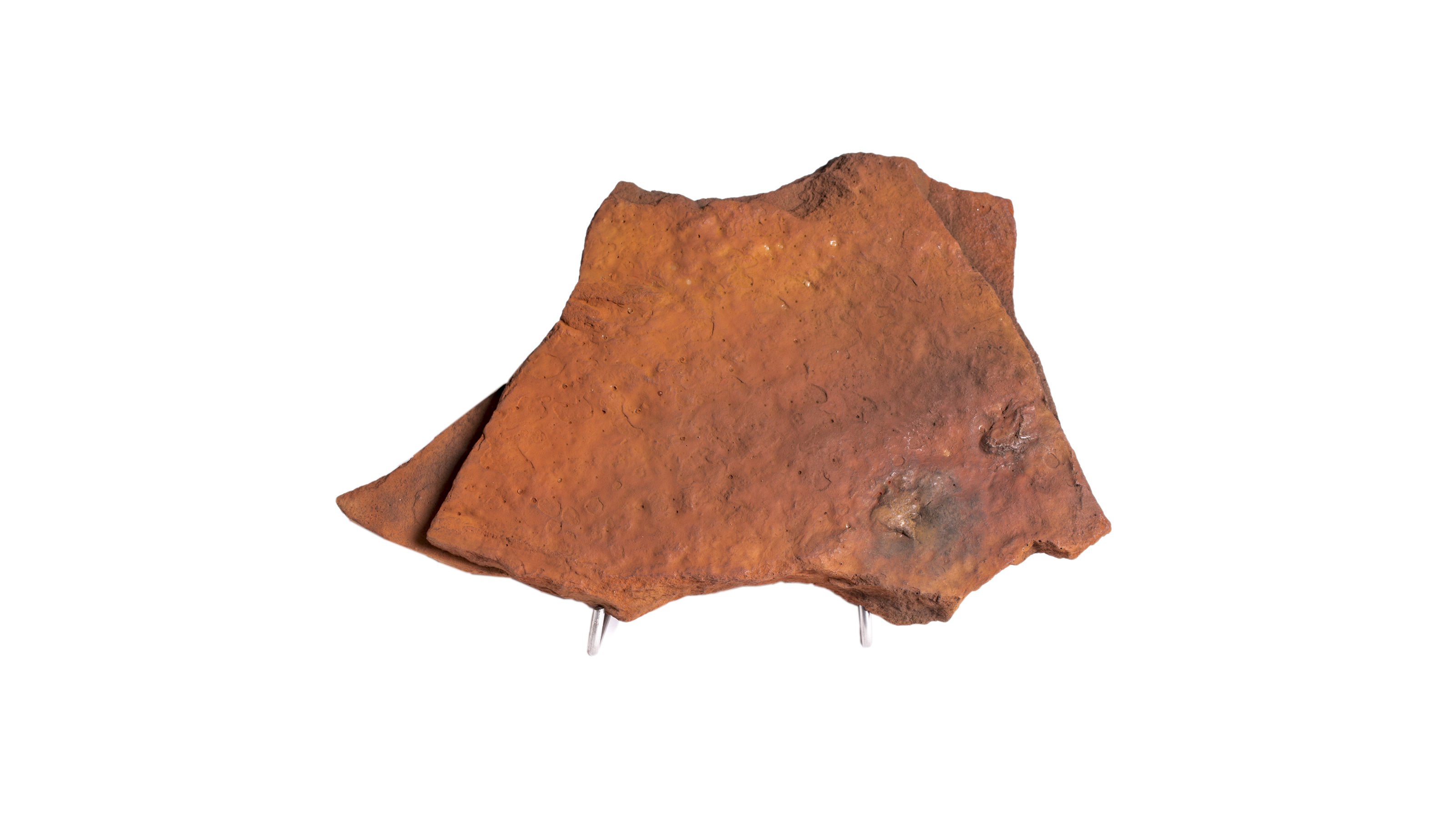
Fähre von Chelichnus tazelwurmi

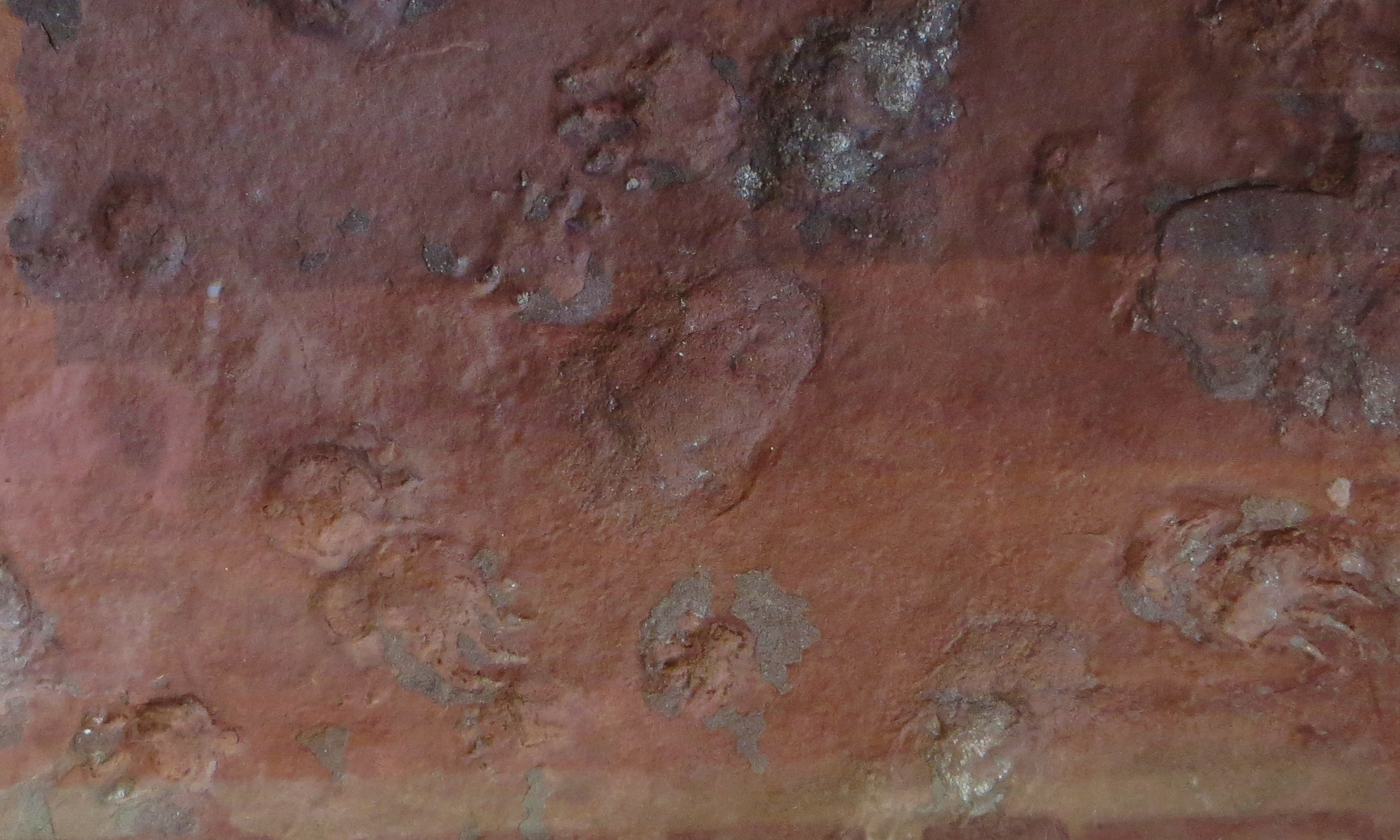
Dicynodontipus geinitzi

Die Gröden-Formation ist bekannt für ihre sehr reichhaltigen Kriech- und Schreitspuren einer diversifizierten Ichnofauna. So finden sich im Butterloch, einem Abschnitt der Bletterbach-Schlucht bei Aldein in Südtirol, Vorkommen von Vierfüßerspuren. Bis zu sechzehn Ichnotaxa konnten bisher aus mehreren Horizonten geborgen werden, darunter die Gruppen Cynodontia, Gorgonopsia, Lepidosauromorpha, Pareiasauridae und Rhynchosauria. Von den Verursachern fehlen jedoch jegliche Versteinerungen.
Neben typisch permischen Ichnotaxa wie beispielsweise Chelichnus tazelwurmi (Therapsida), Ganasauripus ladinus (younginiformer Archosauria), Ichniotherium accordii, I. cottae, I. tridentinum, (Diadectomorpha), Janusichnus bifrons, Hyloidichnus tirolensis  (Captorhinida), Paradoxichnium radeinensis (Lepidosauromorpha), Protochirotherium (Archosauria) und Synaptichnium (Archosauria) finden sich Rhynchosauroides pallini, R. palmatus, R. schochardti (younginiforme Neodiapsida) und Dicynodontipus geinitzi (Therapsida) mit triassischer Affinität.
Die Ichnofossilien des Bletterbaches können in drei Gruppen unterteilt werden: In Spuren großer Pflanzenfresser, wie beispielsweise von Diadectamorpha oder von Pachypes dolomiticus, einem bis 3 Meter großen und 600 kg schweren Pareiasauriden. In Fährten räuberischer Gorgonopsiden und Archosauriden, die auf die Pflanzenfresser Jagd machten. Und schließlich in Fährten kleiner eidechsenartiger Saurier wie Captorhiniden und Therapsiden, die als Allesfresser bezeichnet werden können. Hierzu gehören auch die Neodiapsiden, die auf Insekten spezialisiert waren.
Die Ichnofauna der Gröden-Formation enthält somit neben dem Pareiasauriden Pachypes dolomiticus, einem der größten bekannten Saurier des Perm, mit Protochirotherium auch einen der ältesten Archosauriden. Ihre Besonderheit liegt in ihrem sehr modern anmutenden Formenreichtum.

### Flora

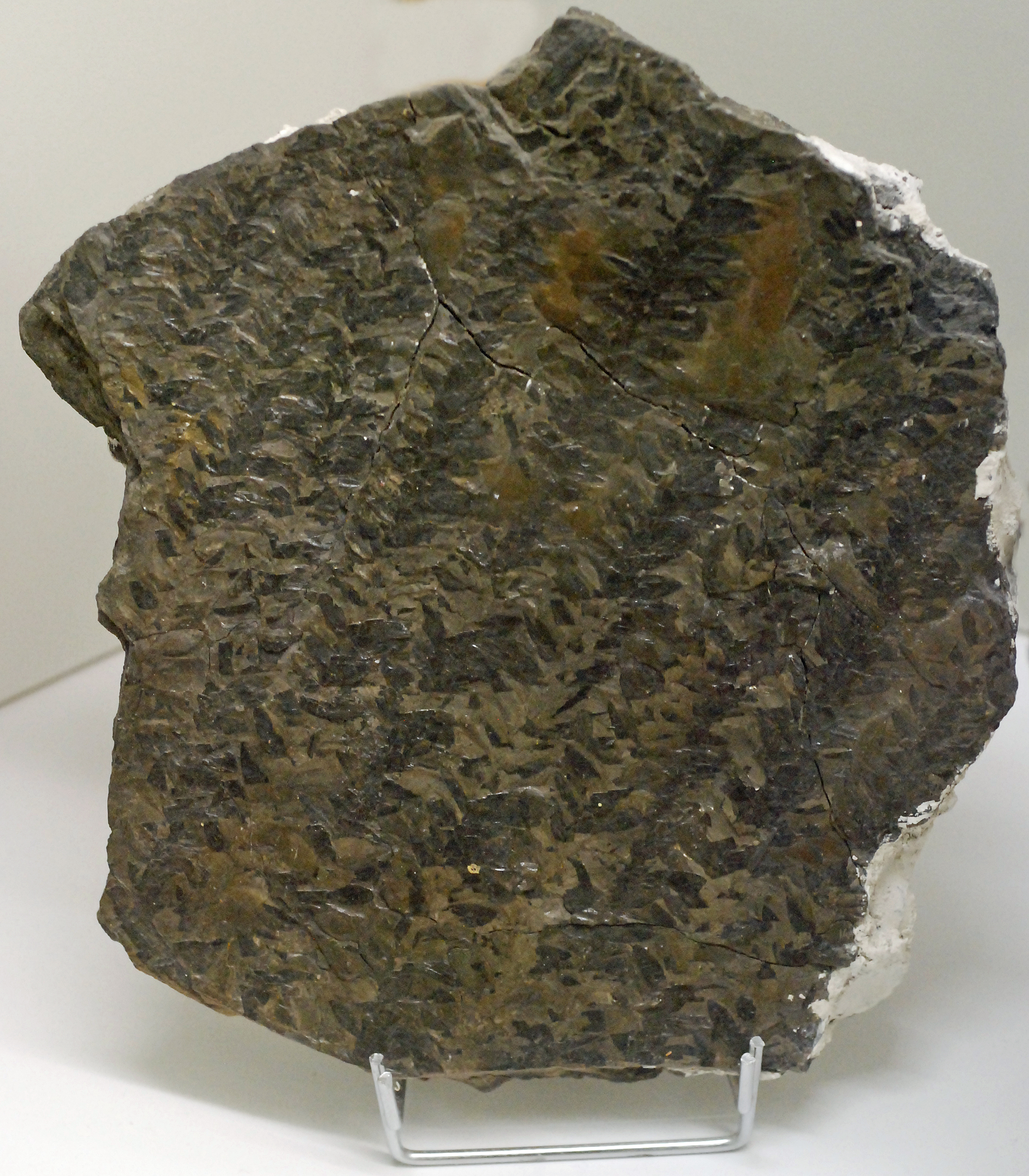
Ortiseia leonardii, Fossil eines Nadelbaums des Grödner Sandsteins, aufbewahrt im Museum Gherdëina in St. Ulrich in Gröden

#### Makroflora
Bekannt ist auch die kontinentale Flora der Gröden-Formation, die mehr als 500 Pflanzenfossilien umfasst. Gefunden wurden Blätter, Triebe, Stämme und Fruchtstände, die den Farnen, den Schachtelhalmen (Sphenophyta), den Schuppenbäumen (Lepidodendraceen), den Samenfarnen (Pteridospermae), den Palmfarnen (Cycadales), den Ginkgoales und den Koniferen zugewiesen werden können. Verkohlte Reste verweisen auf damalige Buschfeuer.
Erwähnenswert sind vor allem unter den Farnen Pecopteris miltoni, unter den Schuppenbäumen Lepidodendron, unter den Sphenophyta die Gattung Equisetites, unter den Pteridospermae die Taxa Germaropteris martinsii, Lepidopteris martinsii, Peltaspermum martinsii, Sphenopteris sp., S. pinnae und S.suessii, unter den Cycadales die Gattung Taeniopteris, unter den Ginkgoales die Gattungen Baiera digitata und Sphenobaiera und unter den vorherrschenden Koniferen die Taxa Dolomitia cittertiae, Lebachia laxifolia, Majonica alpina, Ortiseia leonardii, O. jonkeri und O. visscheri, Pagiophyllum, Pseudovoltzia liebeana, P. sjerpii, Quadrocladus, Ullmannia bronnii, U. geinitzii, Voltzia hungarica und Walchia florini. Die Gattung Dicranophyllum kann keiner Gruppe zugewiesen werden (incertae sedis).

#### Mikroflora
Als Mikroflora finden sich 97 bisher anerkannte Taxa von Pollen (vorwiegend disaccat – alet, monolet, taeniat und multitaeniat) und 27 Taxa von Sporen, darunter Alisporites nuthallensis, Circumstriatites, Cyclogranosporites varius, Densoisporites holospangia, Endosporites hexareticulatus, Falcisporites zapfei, Gardenasporites heisseli, G. oberrauchi, Gigantosporites hallstattensis, Guttulapollenites, Inaperturopollenites dolomiticus, Jugasporites delasaucei, Klausipollenites schaubergeri, Limitosporites, Lueckisporites granulatus, L. parvus, L. virkkiae (Lueckisporites sind Pollen von Majonica), Lunatisporites alatus, L. labdacus, L. noviaulensis, Nuskoisporites dulhuntyi, N. klausi (Nuskoisporites sind Pollen von Ortiseia), Paravesicaspora splendens, Perisaccus granulosus, Platysaccus papilionis, Playfordiaspora crenulata, Protohaploxypinus angulistriatus, P. limpidus, P. microcorpus, P. minor, Scheuringipollenites tentulus, Striatites jacobi, Vesicaspora und Vestigisporites minutus.
Vertreten sind ferner Leiosphaerida, die Sporen von Frischwasseralgen (Planctonites) und die Pilzzelle Tympanicysta stoschiana.
Aus dem Drauzug sind verkieselte Holzstammfragmente von Dadoxylon schrollianum sowie Sporen von Vittatina costabilis bekannt geworden. Unter den Grünalgen sind Dasycladaceen zu erwähnen.

### Andere
In marinen Abschnitten kommen wirbellose Tiere wie Muscheln oder Nautiloiden vor, beispielsweise die Nautiloideen Lopingoceras, Nautilus, Mojsvaroceras, Pleuronautilus, Pseudoorthoceras, Stearoceras  und Tainoceras.
In den Julischen Alpen bei Bled werden sogar kleinere Schwamm-Algen-Riffe angetroffen. Im Ostteil der Karnischen Alpen erscheinen gelegentlich Stromatolithen, kleinere Foraminiferen, Ostrakoden und Brachiopoden.

## Vulkanismus

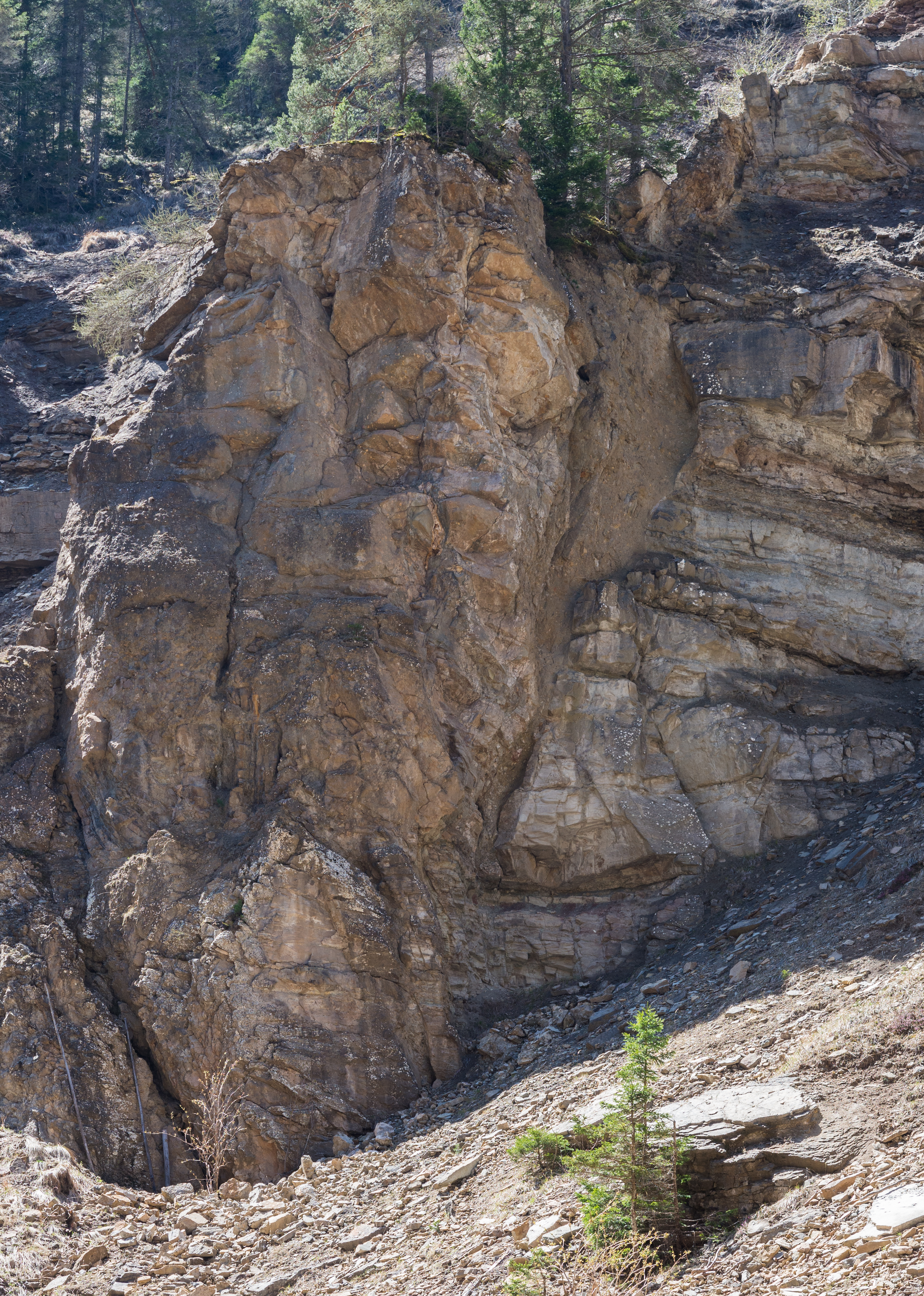
Der Brekzienschlot im Butterloch

Im Butterloch ist ein Vulkanschlot anstehend, der im Ladinium vor 235 Millionen Jahren die Sedimente der Gröden-Formation durchschlagen hat. Er besteht aus einer Brekzie aus dunkelbrauner Basaltmatrix vermischt mit Basalt- und Nebengesteinsfragmenten (Porphyr, Sandstein, Kalke und Dolomite). Der Vulkanausbruch, der im Zusammenhang mit dem Vulkanismus der Seiser Alm stand, war explosiv, da die Eruptionssäule wieder in den Schlot zurückgestürzt war (erkennbar an Fragmenten aus dem Hangenden).
Anmerkung: Gerhard Niedermayer (2007) sieht die Schlotbildung jedoch neuerdings als intrapermisch an.

## Minerale und Bodenschätze
In Verbindung mit pflanzenreichen Sandsteinlagen finden sich in der Gröden-Formation silberame Fahlerze, insbesondere disseminierter Tennantit. In höheren Lagen treten außerdem früh- bis syndiagenetische Blei-Zink-Vererzungen mit Galenit und Sphalerit auf. Bereits im 16. Jahrhundert wurde am Taubenleck in zwei Stollen (Knappenlöcher) mit nur mäßigem Erfolg nach Kupfer (Azurit, Bornit, Malachit) geschürft, daher rührt auch der alte Ausdruck Kupferschiefer. Das Vorkommen war bereits seit 1483 bekannt. Malachit und Azurit sind Sekundärbildungen von Fahlerz. Weitere vorkommende Minerale sind Chalkopyrit, Chalkosin, Covellin, Dolomit, Magnesit, Mimetesit, Partzit und Pyrit. Unter den Schwermineralen dominieren Rutil, Zirkon, Turmalin und Baryt. Die Formation zeigt ferner diagenetische Anreicherungen von Uran.
Nach Wopfner (1984) weisen die frühdiagenetischen Pb-, Zn-, Cu- und U-Mineralisationen sowie die Bildung von Dolomit, Magnesit und Baryt auf aggressive Grundwasserbedingungen in einem saisonal ariden Ablagerungsmilieu hin. Der Autor sieht dies als Anzeichen eines intrakontinentalen Riftings im Frühstadium des zweiten alpidischen Zyklus.

## Alter
Das Alter der Gröden-Formation ist bisher nur ungenau ermittelt worden. Altersbestimmungen erfolgten anhand paläontologischer und paläomagnetischer Kriterien, absolute radiometrische Alter fehlen. Mauritsch und Becke (1983) sowie Dachroth (1988) fanden magnetostratigraphisch die Illawarra-Feldumkehr bei 265 Millionen Jahren BP, die dem obersten Wordium entspricht. Massari und Kollegen (1988) und auch Pittau und Kollegen (2005) konnten in der Bletterbachschlucht anhand von Sporen, Fußspuren, Foraminiferen- und Algengemeinschaften die Gröden-Formation und die folgende Bellerophon-Formation dem spätesten Capitanium bis Changhsingium zuordnen.  Typische Elemente des Capitaniums wie beispielsweise Crucisaccites fehlen jedoch. Schönlaub und Forke (2007) nehmen daher das Intervall Wordium einschließlich Wuchiapingium als Alter der Gröden-Formation an. Dies entspricht in etwa dem Zeitraum 267 bis 253 Millionen Jahre BP. Die Tetrapodenspuren der Gröden-Formation sprechen aber für das Wuchiapingium. Ceoloni und Kollegen (1988) datieren die Bellerophon-Formation ihrerseits ins obere Wuchiapingium. Demzufolge ist die Gröden-Formation nur noch auf das untere Wuchiapingium beschränkt, d. h. auf ein Alter von zirka 260 bis 257 Millionen Jahre BP.

## Vorkommen
- Dolomiten (Typlokalität) – 50 bis 250 Meter, örtlich bis 600 Meter
- Drauzug (Typlokalität) – bis 350 Meter
- Friauler Dolomiten – 50 bis 250 Meter
- Gurktaler Decke – 350 Meter
- Judikarische Alpen – 100 Meter
- Julische Alpen (bei Bled)
- Karnische Alpen – 30 bis 40 Meter, stellenweise bis 800 Meter
- Karawanken
- Krappfeld
- Nördliche Kalkalpen (Westabschnitt) – bis 800 Meter
- Serie von  Griffen und Sankt Paul – bis 1000 Meter
- Velebit – 100 bis 200 Meter